# Madame hat Ausgang
Madame hat Ausgang ist ein deutscher Boulevardkomödienfilm aus dem Jahre 1931 von Wilhelm Thiele mit Liane Haid und Hans Brausewetter in den Hauptrollen. Die Geschichte basiert auf der französischen Bühnenkomödie L’amoureuse aventure von Paul Armont.

## Handlung
Paris, in den so genannten „besseren Kreisen“. Monsieur Vernier ist ein ziemlicher Luftikus und Bonvivant, der es mit der ehelichen Treue nicht so genau nimmt. Neben Madame hat er mit der leicht verruchten Tänzerin Lilette Darby ein weiteres Eisen im Feuer. Bislang war Irène Vernier eine treue Seele, doch ihre beste Freundin Eva rät ihr, es dem untreuen Gatten gleichzutun. Beide begeben sich auf einen Bal Musette, wo Irène den schmucken Jüngling Marcel Douzet, kennen lernt. Er ist ein einfacher Buchbinder, der jedoch ihr Herz entflammt. Um sich nicht zu kompromittieren, stellt Madame sich als Leonie vor, die als Zofe hochgestellter Herrschaften arbeitet. Man findet einander sympathisch, und die zwei beginnen eine klassische Liaison. Auch beim zweiten Rendezvous deckt Madame nicht ihre wahre Identität auf; so nennt sie weder ihren richtigen Namen noch den Arbeitsplatz, an dem sie angeblich angestellt ist. Dummerweise vergisst Madame bei einem Schäferstündchen mit Marcel in seinem Appartement ihre Geldbörse, sodass Marcel beim Stöbern in selbiger den Namen “Irène Verdier” entdeckt. Sogleich nimmt Marcel an, dass dies Leonies hochherrschaftliche Arbeitgeberin sein müsse und begibt sich zu der gleichfalls entdeckten Adresse. 
Dort trifft der junge Irène wieder. Die spielt nun ihre eigene Zofe während die gleichfalls anwesende Eva dazu angehalten wird, die Hausherrin zu geben. Marcel wird misstrauisch, als Madame die falsche Zofe Eva feuert. Um sich zu vergewissern, dass er mit „Leonie“ die richtige Wahl getroffen hat, nimmt er Irène mit zu seinen Eltern, um sie ihnen vorzustellen. Am darauf folgenden Tag beichtet Irène Marcel gegenüber die Wahrheit und sagt ihm zu, auch in Zukunft seine Geliebte bleiben zu wollen. Für Marcel ist dies hingegen kein dauerhafter Zustand. Irène will gegenüber ihrem Gatten Jacques reinen Tisch machen und gesteht ihm per Rohrpostbrief alles. Anfänglich ist dies ganz nach Marcels Geschmack, dann aber kommen dem wankelmütigen Jüngling doch Bedenken, und er versucht, den Brief abzufangen, in dem er von Postamt zu Postamt spurtet. Dies misslingt ihm jedoch, sodass er bis in das Verniersche Haus vordringen muss. Dort stößt er nun aber direkt auf Monsieur höchstpersönlich. Douzet bittet Vernier, den Brief nicht zulegen. Großzügig ist dieser dazu bereit, aber nur, wenn Marcel ihm verrät, wo sich seine Frau gerade aufhält. Vernier will seine Irène nicht verlieren und lässt sich von Marcel mit ihr telefonisch verbinden. Die untreue Gattin wird zu ihrem Mann zurückkehren, und für Marcel bleibt die ganze Affäre ein, wie der französischen Bühnenstücktitel verrät, „amouröses Abenteuer“.

## Produktionsnotizen
Madame hat Ausgang, ein vergleichsweise unbekanntes Nebenwerk Thieles, entstand ab Juli 1931 im Tobis-Studio von Épinay bei Paris und wurde am 14. Dezember 1931 in Wiens Scala-Kino uraufgeführt. Die deutsche Premiere erfolgte am 12. Januar 1932 in Berlins Titania-Palast.
Simon Schiffrin übernahm die Produktionsleitung, Robert Gys entwarf die Filmbauten und besorgte die Ausstattung. Hermann Storr sorgte für den Ton. Robert Gilbert schrieb die Liedtexte, Komponist Ralph Erwin übernahm auch die musikalische Leitung.
Von diesem Film wurde zeitgleich auch eine französischsprachige Fassung unter dem Urtitel “L’amoureuse aventure” mit französischen Darstellern angefertigt. Lediglich Albert Préjean, der in der deutschen Version einen kurzen Gesangsauftritt absolviert, ist in der französischen Fassung mit der männlichen Hauptrolle des Marcel zu sehen.

## Musik
Folgende Musiktitel wurden gespielt:
- Heut’ muß es sein
- Mein Herz hat heut’ Besuch
- O wie schön ist Dein Mund, wenn er “ja” sagt

Diese Lieder erschienen im Alrobi-Musikverlag GmbH Berlin.

## Kritik
Die Österreichische Film-Zeitung schrieb: „Wilhelm Thiele hat sich wieder einmal als sehr einfallsreicher, geschmackvoller Regisseur erwiesen und einen überaus amüsanten Film hergestellt … Neben Liane Haid spielt Hilde Hildebrandt die Freundin mit ausgezeichnetem Können, sympathisch und gewinnend ist Hans Brausewetter als Marcel Douzet.“